# Guennadi Lebediev
Guennadi Fedorovitch Lebediev (Лебедев, Геннадий Фёдорович), né le 12 mai 1940 à Achgabat, capitale du Turkménistan, alors en URSS, et mort le 10 mai 2014 à Tachkent, capitale de l'Ouzbékistan, est un coureur cycliste soviétique. Il a remporté en 1965 la Course de la Paix.
Soldat dans l'armée soviétique, lors de sa victoire dans la Course de la Paix, Guennadi Lebediev avait débuté dans la compétition en 1957. Vainqueur d'étapes aux " Quatre Jours de l'URSS", en 1963, il fait partie de l'équipe cycliste de l'URSS en 1963. La Course de la Paix a été son essentiel terrain de succès hors URSS. Il a pris part 4 fois à cette épreuve. Vainqueur individuellement en 1965, il y triomphe deux fois par équipes (1965 et 1966).

## Palmarès

### Palmarès année par année
- 1963
  - 13e étape de la Course de la Paix
- 1964
  - 9e du championnat du monde du contre-la-montre par équipes (avec Anatoli Olizarenko, Alexeï Petrov et Antas Vjaravas)
- 1965
  - Course de la Paix :
    - Classement général[3]
    - 10ea étape

  - 5e (contre-la-montre par équipes) et 10e étapes du Tour de Yougoslavie[4]

### Places d'honneur
- 1963
  - 33e de la Course de la Paix
- 1966
  - 60e de la Course de la Paix[5]

## Distinction
- Maître émérite des sports de l'Union soviétique[6]